# Eburia quadrinotata
Eburia quadrinotata es una especie de escarabajo longicornio del género Eburia, subfamilia Cerambycinae. Fue descrita científicamente por Latreille en 1811.
Se distribuye por Bolivia, Chile, Colombia, Ecuador y Perú. Mide 28,8-38 milímetros de longitud. El período de vuelo ocurre en el mes de octubre.